# Arvicanthis abyssinicus
Arvicanthis abyssinicus е вид гризач от семейство Мишкови (Muridae). Видът не е застрашен от изчезване.

## Разпространение
Разпространен е в Еритрея и Етиопия.

## Описание
Теглото им е около 73,3 g.
Популацията на вида е стабилна.